# گلستان هنر
گلستان هنر کتابی‌ست تألیف قاضی احمد منشی قمی. این اثر از معدود منابعی است که اطلاعاتی را در شرح احوال خوشنویسان و نگارگران در اختیار ما قرار می‌دهد. این اثر در عصر صفوی در سال ۱۰۰۶ هجری قمری نگارش یافته و در سال ۱۰۱۵ هجری قمری، نگارشی دیگر از آن با حذف و اضافات نسبت به نسخهٔ قبلی صورت پذیرفته‌است.
قاضی احمد، فرزند شرف‌الدین حسین قمی، منشی سام میرزا در هرات، در سال ۹۵۳ هجری قمری در شهر قم متولد شد. در یازده سالگی به‌همراه پدر خود به مشهد رفت و مدت بیست سال از حیات خویش را در آن شهر گذراند و تا سی و یک سالگی در سایهٔ حمایت سلطان ابوالفتح ابراهیم میرزا، از محضر استادان نامدار زمان چون شاه محمود نیشابوری، میر سید احمد مشهدی و مالک دیلمی استفاده کرد. ابراهیم میرزا دارای تحصیلات جامع علمی و هنری بود و جمعی از شعرا و خوشنویسان و نقاشان برجستهٔ آن عصر در کتابخانهٔ او کار می‌کردند. قاضی احمد سال‌های جوانی خویش را در محافل هنری دربار وی گذراند. او در خارج از کتابخانهٔ ابراهیم میرزا نیز با عدهٔ کثیری از استادان نقاش و خوشنویس ارتباط داشته و همین امر باعث شده تا اثر وی جزئیات فراوانی از زندگی هنرمندان عصر صفوی را بازگو کند. وی اثر خویش را به معرفی اشخاص و وقایعی اختصاص داده که یا مستقیماً و از نزدیک می‌شناخته یا به‌واسطهٔ معاصرین خویش، از احوال آن‌ها آگاهی داشته‌است. ازاین‌رو، گلستان هنر از منابع اصلی برای مطالعه و تحقیق پیرامون زندگی هنری ایران عصر صفوی است. او در جای‌جای کتاب، به تناسب موضوع، از اشعار شاعران بهره گرفته، و همین امر بر جذابیت اثر افزوده‌است.
از وی تألیفات دیگری چون خلاصة التواریخ (تاریخ صفویه از شیخ صفی تا اوایل شاه عباس یکم)، جمیع الاخیار، مجمع الشعرا و مناقب الفضلا بر جای مانده‌است. قاضی احمد در سال ۱۰۰۷ هجری مورد غضب شاه عباس قرار گرفت، از منصب خویش عزل شد و به قم رفت. در سال ۱۰۱۵ هجری، مولانا محمد امین عقیلی رستمداری اردبیلی را، که از خوشنویسان زمان بوده، در دارالسلطنهٔ قزوین ملاقات کرده و شرح آن را در گلستان هنر آورده‌است و از این تاریخ به‌بعد، اطلاعی از وی در دست نیست.
وی در ابتدای گلستان هنر، مقدمه‌ای را در باب احداث قلم و پیدایش خط و اِسناد آن به علی آورده‌است.
دیگر فصول کتاب عبارتند از:
- فصل اول: در بیان خط ثلث و ما یشبه به و پیداشدن آن (با ذکر پنجاه و هشت تن از استادان این خط)
- فصل دوم: در ذکر خوشنویسان تعلیق (با ذکر سی و هشت تن از استادان این خط)
- فصل سوم: در ذکر خوشنویسان نستعلیق (با ذکر شصت و هفت تن از استادان این خط)
- فصل چهارم: در ذکر احوال نقاشان (با ذکر چهل و یک تن از استادان فن)
- خاتمه: در باب جدول و تذهیب و رنگ‌های الوان و ساختن مرکب و سایر لوازم کتابخانه و شستن لاجورد.

در سال ۱۳۵۱ احمد سهیلی خوانساری نسخه‌ای از این کتاب را تصحیح کرد و توسط انتشارات منوچهری به چاپ رسانید. وی مقدمهٔ قابل توجهی را در سه فصل بر این اثر افزود که فصل اول آن در خصوص تاریخ و پیدایش خط عربی و فارسی است. فصل دوم به تاریخ نقاشی و نقاشان مشهور اختصاص یافته و در فصل سوم به معرفی قاضی میراحمد منشی و تألیفات او پرداخته‌است.